# كون ساكن
يُقصد من  الكون الساكن (بالإنجليزية: Static Universe) الكون الذي اعتقد فيه أينشتاين بأنه لا يعتريه تمدد ولا انكماش، بل إنه كون ساكن وجميع النجوم والسدم فيه ثابتة في أماكنها .

## اقرأ أيضا
- انفجار عظيم
- نظرية الفر-بيتا-جاموف
- إدوين هابل